# Saint-Gérand-le-Puy
Saint-Gérand-le-Puy è un comune francese di 1 007 abitanti situato nel dipartimento dell'Allier della regione dell'Alvernia-Rodano-Alpi.

## Società

### Evoluzione demografica
Abitanti censiti